# B'z LIVE-GYM Pleasure 2008 -GLORY DAYS-
『B'z LIVE-GYM Pleasure 2008 -GLORY DAYS-』（ビーズ・ライブジム・プレジャー・グローリーデイズ）は、日本のロックユニット・B'zの12作目の映像作品（10作目のDVD）。
2010年12月22日に『B'z LIVE-GYM 2006 "MONSTER'S GARAGE"』、『B'z LIVE in なんば 2006 & B'z SHOWCASE 2007 -19- at Zepp Tokyo』とともにBlu-ray Discとして発売された。

## 概要
2008年9月21日に日産スタジアムで行われた『B'z LIVE-GYM Pleasure 2008 -GLORY DAYS-』の模様を収録。
2008年9月6日〜21日まで3都市6公演行われ、2003年の渚園以来、5年ぶりとなる屋外での公演となった。なお、収録対象となった最終日（B'zのデビュー日）は唯一、雨が降った。
本ツアーは、過去のヒットシングルやファンの間で人気のある曲が中心で、20年間の集大成と呼べる内容になっている。「孤独のRunaway」、「NATIVE DANCE」、「だからその手を離して」、カバー曲の「Oh! Darling」以外は全て、同年発売の2つのベスト・アルバムに収録されている。
他の映像作品に収録されているスタッフロールはなく、付属の歌詞カードに表記されている。なお、この歌詞カードにはカバー曲の「Oh! Darling」のみ、歌詞が掲載されていない。
2009年3月9日付のオリコンDVDランキング1位を獲得し、総合およびミュージックDVD部門で6作連続1位となった。これにより、ミュージックDVD連続1位獲得作品数の男性部門で、KAT-TUNと並び歴代1位（※当時）になった。

## 収録会場
- 日産スタジアム（2008年9月21日公演）

## 演奏

### メンバー
- 松本孝弘：ギター、プロデュース
- 稲葉浩志：ボーカル

### サポートメンバー
- 増田隆宣：キーボード
- シェーン・ガラース：ドラム
- バリー・スパークス：ベース
- 大田紳一郎 (from doa)：ボーカル＆ギター

## 収録内容
1. BAD COMMUNICATION
  - オープニングに20年間を振り返る内容の映像が流れ、年代ごとに赤ん坊が大人になってゆく。やがて成人となった女性がステージに現れ、冒頭のセリフを口にするとイントロが始まる。ベスト・アルバム『B'z The Best "ULTRA Pleasure"』収録のULTRA Pleasure Styleで演奏。
2. ultra soul
  - 『B'z LIVE-GYM 2003 "BIG MACHINE"』でのアレンジで演奏。稲葉が1番のサビの歌詞を間違えて歌っている。
  - 2025年1月からB'zの公式YouTubeチャンネルで公開されている[7][8]。
3. 裸足の女神
  - メンバーの映像が流れ、恒例の「B'zのLIVE-GYMにようこそ！」からイントロがスタート。『B'z LIVE-GYM The Final Pleasure "IT'S SHOWTIME!!"』以来、約5年ぶりの演奏。松本と稲葉が、ステージの端から端を走りながら演奏する。
4. BLOWIN'
  - 前曲からブレイクなしで演奏。ベスト・アルバム『B'z The Best "ULTRA Treasure"』収録のULTRA Treasure Styleで演奏。
5. ねがい
  - アルバムバーションのイントロからシングルバージョンに変わるアレンジで演奏。松本は、本公演で唯一、ストラトキャスタータイプのギター（サドウスキー TAK MATSUMOTO MODEL）を使用している。
6. 今夜月の見える丘に
  - 松本のギターソロからの演奏。
7. もう一度キスしたかった
  - 『B'z LIVE-GYM Pleasure 2000 "juice"』以来、約8年ぶりの演奏。ラストに松本が「恋はみずいろ」のワンフレーズを披露。
8. 恋心(KOI-GOKORO)
  - 『B'z LIVE-GYM The Final Pleasure "IT'S SHOWTIME!!"』以来、約5年ぶりの演奏。『B'z LIVE-GYM 2001 "ELEVEN"』以来となる、オリジナルバージョンでの演奏。
9. 孤独のRunaway
  - 『B'z LIVE-GYM The Final Pleasure "IT'S SHOWTIME!!"』[注 2]以来、約5年ぶりの演奏。マスト・アルバム『B'z The "Mixture"』収録のMixture styleで演奏。
10. Don't Leave Me
  - 『B'z LIVE-GYM 2003 "BIG MACHINE"』以来、約5年ぶりの演奏。稲葉のブルースハープと松本のギターのアドリブ的な掛け合いから始まる。ラストは、稲葉の連続シャウト。
11. OCEAN
  - 新曲を除けば、本ライブで最も新しい曲。
12. NATIVE DANCE
  - 『B'z LIVE-GYM Pleasure'97 "FIREBALL"』以来、約11年ぶりの演奏。オリジナルの振り付けは『B'z LIVE-GYM Pleasure'93 "JAP THE RIPPER"』以来、約15年ぶり。
13. Oh! Darling
  - ここから「SOUND JOKER」のコーナー。「SOUND JOKER」とはB'zの2人が初めて一緒にセッションしたときのスタジオ（現在は存在しない）の名前で、「いつかまたここで」までそれを模したセットで演奏[9]。
  - ビートルズのカバー。上記のセッションで演奏した曲のうちの一つで、B'z結成のきっかけになった曲ということで、20周年にちなんで松本のギターと稲葉のボーカルのみで演奏[9]。
14. だからその手を離して
  - 『B'z LIVE-GYM Pleasure 2000 "juice"』以来、約8年ぶりの演奏。デビュー当時の営業まわりを再現し、ギターとボーカルを抜いたカラオケをバックに演奏した[9]。松本もデビュー時と同じギター「YAMAHA MG-MII Blue Sunburst」を使用している。
15. いつかまたここで
  - 新曲。アコースティック・バージョンで演奏。サポートメンバーの姿は見えないが、中盤からシンセサイザーとコーラスが入る。
  - DVDではここでDisc1が終了。
16. ONE
  - 『B'z LIVE-GYM The Final Pleasure "IT'S SHOWTIME!!"』[注 3]以来、約5年ぶりの演奏。増田のピアノソロに続いて演奏された。
17. LOVE PHANTOM
  - 稲葉が全力疾走しながら歌う。
18. ZERO
  - 曲前に、メンバー紹介が入る。松本は、約10年ぶりに自身のシグネイチャー・モデル以外のレスポールをライブで使用した。間奏のラップ部分は、『B'z LIVE-GYM '98 "SURVIVE"』で披露されたアレンジである。
19. juice
  - イントロで、特効爆発とともに火柱が立つ。コール&レスポンスが行われ、稲葉が25秒ほどのロングトーンを披露。
20. 愛のバクダン
  - 前曲からブレイクなしで演奏。イントロで、大量の花火が上がった。
21. BANZAI
  - バンザイの掛け合い後、演奏が始まる。
22. Brotherhood
  - 曲前に稲葉のMCが入る[9]。ラストには、ライブ恒例の稲葉のロングシャウト。
23. ギリギリchop
  - 1992年から1995年頃にかけて稲葉が頻繁に履いていた短パン姿を久し振りに披露。スタッフから投げられた本ツアーロゴの入ったタオルを、観客と一緒に振り回しながら歌う。松本のギターソロは、トレモロ・ピッキングを多用したギターソロへと変更されている。
24. グローリーデイズ
  - ここからアンコール。新曲であり、ツアータイトルナンバー。
25. RUN
  - 稲葉によるMCから楽曲が始まる。
26. Pleasure 2008 〜人生の快楽〜
  - Pleasureシリーズのタイトルナンバー。前曲からブレイクなしで演奏。